# Gran Premio motociclistico della Malesia 2018
Il Gran Premio motociclistico della Malesia 2018 è stato la diciottesima prova (diciassettesima effettivamente disputata) del motomondiale 2018. Le gare si sono disputate il 4 novembre 2018 presso il circuito di Sepang. Nelle tre classi i vincitori sono stati: Marc Márquez in MotoGP, Luca Marini in Moto2 e Jorge Martín in Moto3. Grazie ai risultati della gara sono stati assegnati matematicamente gli ultimi due titoli iridati ancora in sospeso: in Moto2 si è laureato campione Francesco Bagnaia e in Moto3 Jorge Martín.

## MotoGP
Dopo aver ottenuto la pole position nelle qualifiche, disputate in ritardo a causa delle avverse condizioni meteorologiche, Marc Márquez viene penalizzato di 6 posizioni nella griglia di partenza a causa di un comportamento scorretto nel corso delle prove stesse. Ciò nonostante il pilota spagnolo ottiene la vittoria, nono successo della stagione, approfittando anche della caduta in cui è incorso Valentino Rossi, in testa per i primi sedici giri della gara. Alle sue spalle si sono piazzati il connazionale Álex Rins e il francese Johann Zarco.

### Arrivati al traguardo
| Pos. | Nº | Pilota            | Squadra                     | Motocicletta       | Giri | Tempo     | Griglia | Punti |
| ---- | -- | ----------------- | --------------------------- | ------------------ | ---- | --------- | ------- | ----- |
| 1º   | 93 | Marc Márquez      | Repsol Honda                | Honda RC213V       | 20   | 40'32.372 | 7º      | 25    |
| 2º   | 42 | Álex Rins         | Suzuki Ecstar               | Suzuki GSX-RR      | 20   | +1,898    | 8º      | 20    |
| 3º   | 5  | Johann Zarco      | Monster Yamaha Tech 3       | Yamaha YZR-M1      | 20   | +2,474    | 1º      | 16    |
| 4º   | 25 | Maverick Viñales  | Movistar Yamaha             | Yamaha YZR-M1      | 20   | +4,667    | 11º     | 13    |
| 5º   | 26 | Dani Pedrosa      | Repsol Honda                | Honda RC213V       | 20   | +6,190    | 10º     | 11    |
| 6º   | 4  | Andrea Dovizioso  | Ducati Team                 | Ducati Desmosedici | 20   | +11,248   | 4º      | 10    |
| 7º   | 19 | Álvaro Bautista   | Ángel Nieto Team            | Ducati Desmosedici | 20   | +15,611   | 9º      | 9     |
| 8º   | 43 | Jack Miller       | Alma Pramac Racing          | Ducati Desmosedici | 20   | +19,009   | 5º      | 8     |
| 9º   | 9  | Danilo Petrucci   | Alma Pramac Racing          | Ducati Desmosedici | 20   | +22,921   | 6º      | 7     |
| 10º  | 55 | Hafizh Syahrin    | Monster Yamaha Tech 3       | Yamaha YZR-M1      | 20   | +26,919   | 23º     | 6     |
| 11º  | 41 | Aleix Espargaró   | Aprilia Racing Team Gresini | Aprilia RS-GP      | 20   | +29,503   | 12º     | 5     |
| 12º  | 21 | Franco Morbidelli | EG 0,0 Marc VDS             | Honda RC213V       | 20   | +30,933   | 19º     | 4     |
| 13º  | 6  | Stefan Bradl      | LCR Honda Castrol           | Honda RC213V       | 20   | +35,322   | 20º     | 3     |
| 14º  | 30 | Takaaki Nakagami  | LCR Honda Idemitsu          | Honda RC213V       | 20   | +37,912   | 22º     | 2     |
| 15º  | 38 | Bradley Smith     | Red Bull KTM Factory Racing | KTM RC16           | 20   | +39,675   | 17º     | 1     |
| 16º  | 12 | Thomas Lüthi      | EG 0,0 Marc VDS             | Honda RC213V       | 20   | +41,820   | 18º     |       |
| 17º  | 10 | Xavier Siméon     | Reale Avintia Raing         | Ducati Desmosedici | 20   | +43,978   | 15º     |       |
| 18º  | 46 | Valentino Rossi   | Movistar Yamaha             | Yamaha YZR-M1      | 20   | +58,288   | 2º      |       |
| 19º  | 45 | Scott Redding     | Aprilia Racing Team Gresini | Aprilia RS-GP      | 20   | +1'00.191 | 13º     |       |

### Ritirati
| Nº | Pilota         | Squadra                     | Motocicletta       | Giri | Griglia |
| -- | -------------- | --------------------------- | ------------------ | ---- | ------- |
| 44 | Pol Espargaró  | Red Bull KTM Factory Racing | KTM RC16           | 16   | 16º     |
| 51 | Michele Pirro  | Ducati Team                 | Ducati Desmosedici | 5    | 14º     |
| 17 | Karel Abraham  | Ángel Nieto Team            | Ducati Desmosedici | 3    | 21º     |
| 29 | Andrea Iannone | Suzuki Ecstar               | Suzuki GSX-RR      | 0    | 3º      |

### Non partito
| Nº | Pilota       | Squadra             | Motocicletta       |
| -- | ------------ | ------------------- | ------------------ |
| 81 | Jordi Torres | Reale Avintia Raing | Ducati Desmosedici |

## Moto2
L'italiano Luca Marini ottiene la prima vittoria nel motomondiale, precedendo sul traguardo il portoghese Miguel Oliveira e l'altro italiano Francesco Bagnaia. Con questo risultato Bagnaia ottiene matematicamente il titolo iridato con una gara di anticipo rispetto al termine della stagione.

### Arrivati al traguardo
| Pos. | Nº | Pilota              | Squadra                    | Motocicletta       | Giri | Tempo     | Griglia | Punti |
| ---- | -- | ------------------- | -------------------------- | ------------------ | ---- | --------- | ------- | ----- |
| 1º   | 10 | Luca Marini         | SKY Racing Team VR46       | Kalex              | 18   | 38'25.689 | 2º      | 25    |
| 2º   | 44 | Miguel Oliveira     | Red Bull KTM Ajo           | KTM                | 18   | +1,194    | 7º      | 20    |
| 3º   | 42 | Francesco Bagnaia   | SKY Racing Team VR46       | Kalex              | 18   | +3,02     | 6º      | 16    |
| 4º   | 54 | Mattia Pasini       | Italtrans Racing           | Kalex              | 18   | +4,497    | 5º      | 13    |
| 5º   | 20 | Fabio Quartararo    | MB Conveyors - Speed Up    | Speed Up           | 18   | +5,25     | 3º      | 11    |
| 6º   | 7  | Lorenzo Baldassarri | Pons HP40                  | Kalex              | 18   | +5,305    | 13º     | 10    |
| 7º   | 73 | Álex Márquez        | EG 0,0 Marc VDS            | Kalex              | 18   | +7,69     | 1º      | 9     |
| 8º   | 41 | Brad Binder         | Red Bull KTM Ajo           | KTM                | 18   | +8,943    | 9º      | 8     |
| 9º   | 23 | Marcel Schrötter    | Dynavolt Intact GP         | Kalex              | 18   | +9,687    | 10º     | 7     |
| 10º  | 36 | Joan Mir            | EG 0,0 Marc VDS            | Kalex              | 18   | +18,547   | 18º     | 6     |
| 11º  | 97 | Xavi Vierge         | Dynavolt Intact GP         | Kalex              | 18   | +18,816   | 8º      | 5     |
| 12º  | 5  | Andrea Locatelli    | Italtrans Racing           | Kalex              | 18   | +19,739   | 15º     | 4     |
| 13º  | 9  | Jorge Navarro       | Federal Oil Gresini        | Kalex              | 18   | +21,177   | 12º     | 3     |
| 14º  | 77 | Dominique Aegerter  | Kiefer Racing              | KTM                | 18   | +21,96    | 17º     | 2     |
| 15º  | 22 | Sam Lowes           | Swiss Innovative Investors | KTM                | 18   | +26,875   | 21º     | 1     |
| 16º  | 24 | Simone Corsi        | Tasca Racing               | Kalex              | 18   | +28,515   | 22º     |       |
| 17º  | 89 | Khairul Idham Pawi  | Idemitsu Honda Team Asia   | Kalex              | 18   | +28,802   | 25º     |       |
| 18º  | 16 | Joe Roberts         | NTS RW Racing GP           | NTS                | 18   | +29,791   | 23º     |       |
| 19º  | 2  | Jesko Raffin        | SAG Team                   | Kalex              | 18   | +30,557   | 20º     |       |
| 20º  | 57 | Edgar Pons          | MB Conveyors - Speed Up    | Speed Up           | 18   | +31,069   | 19º     |       |
| 21º  | 4  | Steven Odendaal     | NTS RW Racing GP           | NTS                | 18   | +38,43    | 24º     |       |
| 22º  | 95 | Jules Danilo        | Nashi Argan SAG            | Kalex              | 18   | +42,93    | 27º     |       |
| 23º  | 30 | Dimas Ekky Pratama  | Tech 3 Racing              | Tech 3 Mistral 610 | 18   | +57,507   | 28º     |       |
| 24º  | 32 | Isaac Viñales       | Forward Racing             | Suter MMX2         | 18   | +57,91    | 30º     |       |
| 25º  | 21 | Federico Fuligni    | Tasca Racing               | Kalex              | 18   | +1'03.737 | 31º     |       |
| 26º  | 50 | Rafid Topan Sucipto | Forward Racing             | Suter MMX2         | 18   | +2'04.066 | 32º     |       |

### Ritirati
| Nº | Pilota            | Squadra                    | Motocicletta       | Giri | Griglia |
| -- | ----------------- | -------------------------- | ------------------ | ---- | ------- |
| 40 | Augusto Fernández | Pons HP40                  | Kalex              | 8    | 11º     |
| 66 | Niki Tuuli        | Petronas Sprinta Racing    | Kalex              | 7    | 26º     |
| 45 | Tetsuta Nagashima | Idemitsu Honda Team Asia   | Kalex              | 7    | 16º     |
| 87 | Remy Gardner      | Tech 3 Racing              | Tech 3 Mistral 610 | 5    | 4º      |
| 18 | Xavier Cardelús   | Marinelli Snipers          | Kalex              | 5    | 29º     |
| 27 | Iker Lecuona      | Swiss Innovative Investors | KTM                | 2    | 14º     |

## Moto3
Lo spagnolo Jorge Martín, dopo la pole position ottiene anche il giro più veloce in gara, la vittoria della gara e contemporaneamente la certezza matematica del titolo iridato. Nelle altre posizioni del podio della gara i due piloti italiani Lorenzo Dalla Porta e Enea Bastianini.

### Arrivati al traguardo
| Pos. | Nº | Pilota                 | Squadra                    | Motocicletta  | Giri | Tempo     | Griglia | Punti |
| ---- | -- | ---------------------- | -------------------------- | ------------- | ---- | --------- | ------- | ----- |
| 1º   | 88 | Jorge Martín           | Del Conca Gresini          | Honda NSF250R | 17   | 38'34.799 | 1º      | 25    |
| 2º   | 48 | Lorenzo Dalla Porta    | Leopard Racing             | Honda NSF250R | 17   | +3,556    | 14º     | 20    |
| 3º   | 33 | Enea Bastianini        | Leopard Racing             | Honda NSF250R | 17   | +3,757    | 6º      | 16    |
| 4º   | 75 | Albert Arenas          | Ángel Nieto Team           | KTM RC 250 GP | 17   | +3,795    | 5º      | 13    |
| 5º   | 12 | Marco Bezzecchi        | Redox PrüstelGP            | KTM RC 250 GP | 17   | +4,095    | 2º      | 11    |
| 6º   | 21 | Fabio Di Giannantonio  | Del Conca Gresini          | Honda NSF250R | 17   | +4,106    | 13º     | 10    |
| 7º   | 40 | Darryn Binder          | Red Bull KTM Ajo           | KTM RC 250 GP | 17   | +4,232    | 11º     | 9     |
| 8º   | 14 | Tony Arbolino          | Marinelli Snipers          | Honda NSF250R | 17   | +4,704    | 3º      | 8     |
| 9º   | 24 | Tatsuki Suzuki         | SIC58 Squadra Corse        | Honda NSF250R | 17   | +4,707    | 7º      | 7     |
| 10º  | 23 | Niccolò Antonelli      | SIC58 Squadra Corse        | Honda NSF250R | 17   | +4,715    | 10º     | 6     |
| 11º  | 42 | Marcos Ramírez         | Bester Capital Dubai       | KTM RC 250 GP | 17   | +4,727    | 19º     | 5     |
| 12º  | 27 | Kaito Toba             | Honda Team Asia            | Honda NSF250R | 17   | +5,101    | 20º     | 4     |
| 13º  | 77 | Vicente Pérez          | Reale Avintia Academy 77   | KTM RC 250 GP | 17   | +6,392    | 21º     | 3     |
| 14º  | 41 | Nakarin Atiratphuvapat | Honda Team Asia            | Honda NSF250R | 17   | +7,063    | 24º     | 2     |
| 15º  | 22 | Kazuki Masaki          | RBA BOE Skull Rider        | KTM RC 250 GP | 17   | +7,353    | 8º      | 1     |
| 16º  | 16 | Andrea Migno           | Ángel Nieto Team           | KTM RC 250 GP | 17   | +7,478    | 23º     |       |
| 17º  | 76 | Makar Yurchenko        | Marinelli Snipers          | Honda NSF250R | 17   | +7,626    | 28º     |       |
| 18º  | 71 | Ayumu Sasaki           | Petronas Sprinta Racing    | Honda NSF250R | 17   | +13,843   | 9º      |       |
| 19º  | 65 | Philipp Öttl           | Südmetall Schedl GP Racing | KTM RC 250 GP | 17   | +19,992   | 25º     |       |
| 20º  | 84 | Jakub Kornfeil         | Redox PrüstelGP            | KTM RC 250 GP | 17   | +26,678   | 22º     |       |
| 21º  | 81 | Stefano Nepa           | CIP - Green Power          | KTM RC 250 GP | 17   | +34,184   | 27º     |       |
| 22º  | 9  | Apiwath Wongthananon   | VR46 Master Camp           | KTM RC 250 GP | 17   | +34,468   | 26º     |       |
| 23º  | 7  | Adam Norrodin          | Petronas Sprinta Racing    | Honda NSF250R | 17   | +1'37.387 | 18º     |       |

### Ritirati
| Nº | Pilota           | Squadra              | Motocicletta  | Giri | Griglia |
| -- | ---------------- | -------------------- | ------------- | ---- | ------- |
| 44 | Arón Canet       | Estrella Galicia 0,0 | Honda NSF250R | 10   | 15º     |
| 72 | Alonso López     | Estrella Galicia 0,0 | Honda NSF250R | 6    | 17º     |
| 17 | John McPhee      | CIP - Green Power    | KTM RC 250 GP | 6    | 4º      |
| 10 | Dennis Foggia    | SKY Racing Team VR46 | KTM RC 250 GP | 6    | 16º     |
| 31 | Celestino Vietti | SKY Racing Team VR46 | KTM RC 250 GP | 2    | 12º     |